# Tusa (Szlovákia)
Tusa (szlovákul: Tušice) község Szlovákiában, a Kassai kerület Nagymihályi járásában.

## Fekvése
Nagymihálytól 15 km-re nyugatra, a Kelet-Szlovákiai síkság északnyugati részén, az Ondava jobb oldalán fekszik.

## Története
1221-ben „Tuka” néven a Váradi regestrumban említik először. A 14. századig kisnemesi birtok, majd az Andrássy család tulajdona. Lakói már a 14. század óta vágtak fát és égettek szenet a határában. 1335-ben már volt temploma és Tamás nevű papját is név szerint említi a pápai tizedjegyzék. A templom Szent András apostol tiszteletére volt szentelve. A templomot 1560-ban a reformáció hatására az evangélikusok vették birtokba. 1567-ben a község 7 portáig, 1582-ben már csak 3 portáig adózott. 1600-ban 14 háztartás volt a faluban, továbbá templom, plébánia, iskola és nemesi kúria is állt itt. A 17. században a harcok és járványok hatására lakói elszegényedtek, 1610-ben csak 1,25 portával, 1635-ben negyed portával adóztak. 1715-ben 5 lakatlan és 9 lakott háza volt. 1787-ben 51 háza és 45 háztartása létezett.
A 18. század végén Vályi András így ír róla: „TUSA. Tót falu Zemplén Várm. földes Urai több Urak, lakosai külömbfélék, határja 2 nyomásbéli, terem gabonát, árpát, földgye térséges, erdeje kitsiny, szőleje nints, jó vízi malma van.”
1828-ban 70 házában 524 lakos élt, akik főként mezőgazdasággal foglalkoztak. A községben téglagyár is működött.
Fényes Elek 1851-ben kiadott geográfiai szótárában így ír a faluról: „Tussa, tót falu, Zemplén vmegyében, a Tapoly mellett: 143 romai, 38 görög kath., 20 evang., 244 ref., 9 zsidó lak., 371 hold szántóföld. Erdő. Kastély. F. u. gr. Vandernathné, Bernát s m. Ut. p. Vecse.”
Borovszky Samu monográfiasorozatának Zemplén vármegyét tárgyaló része szerint: „Tussa, a Tapoly völgyében fekszik. Tót kisközség 132 házzal és 677, nagyobb részben ev. ref. vallású lakossal. Postája, távírója és vasúti állomása Parnó. A Tussayak ősi birtoka, melyre már 1264-ben királyi adományt kaptak. Ők és osztályos atyafiaik voltak, részben még az újabb korban is, földesurai. 1367-ben a Tussai Bódfiak birtoka. 1410-ben Pap Simont iktatják némely részeibe s e század közepe táján a Fekete család is részes benne. 1520-ban Hosszumezei Györgyöt, 1570-ben Gercselyi Miklóst és Thury Jánost, 1575-ben Zentivány Györgyöt és Jezerniczky Györgyöt, 1577-ben Kökényesdy Mátyást és Lucskay Györgyöt, 1578-ban Soklyósy Istvánt és Széchenyi Ferenczet s 1587-ben Malikóczy Miklóst és Gábort iktatják egyes részekbe. Az 1598-iki összeíráskor Tussay Alberten, Ferenczen, Istvánon és Miklóson kívül csak Hosszumezei Annának, Lucskay Jánosnak és Duka Péternek van itt birtokuk. 1750-ben Péchy Éva is szerez itt részt. Később a Péchy, Bánó, Tussay, Pekáry, Füzesséry, Both, Kéry, Szomoroky, Szirmay és gróf Andrássy családok a földesurai. Most gróf Andrássy Gézának van itt nagyobb birtoka. Református temploma a mult század elején épült. Ide tartozik a Tussay-major. A XV. században itt e tájon fekhetett valahol Felsőfalu, mely szintén a Tussayak birtoka volt s 1520-ban még Sztrithey Zsigmond birtokaként említtetik.”
1920-ig Zemplén vármegye Gálszécsi járásához tartozott.
Határában két elpusztult falu is állt egykor. Felsőfalut 1417-ben „Felseufalu” alakban említik, a Tussay család birtoka volt. „Sztrythe” 1450-ben szerepel írott forrásban először, utolsó említése 1520-ban történt.

## Népessége
| Év:            | 1994. | 2004.   | 2014.   | 2024.   |
| -------------- | ----- | ------- | ------- | ------- |
| Emberek száma: | 688   | 696     | 689     | 667     |
| Eltérés:       |       | +1,16 % | -1,00 % | -3,19 % |

| Év:            | 2023. | 2024.   |
| -------------- | ----- | ------- |
| Emberek száma: | 666   | 667     |
| Eltérés:       |       | +0,15 % |

1910-ben 624-en, többségében szlovák anyanyelvűek lakták, jelentős magyar kisebbséggel.
2001-ben 712 lakosából 666 szlovák és 39 cigány volt.
2011-ben 705 lakosából 697 szlovák volt.

## Nevezetességei
- A Szentlélek  tiszteletére szentelt, római katolikus templom.
- Református templom.